# 寵物小精靈劇場版：七夜的許願星 基拉祈
《七夜的許願星 基拉祈》，是宝可梦動畫的第六部電影版、同時也是超世代系列和豐緣聯盟的第一部電影版。
本作以「千年一度的彗星之夜，你的願望將會實現」作為標語。

## 劇情簡介
小智一行人為了觀看一千年才出現七天的千年彗星，而來到了某處，正好有移動式遊樂園也到了這裡。在遊樂園內，他們認識了魔術師巴特勒與他的助手黛安。在表演中，小勝不時聽到有人在呼喚他的聲音，巴特勒得知後，並告訴他們有關基拉祈的事，同時將沉眠之繭交給他們。傳說當千年彗星造訪地球的時候，只要有心地純真的人當搭檔，基拉祈就能從沉眠之繭中甦醒七天，之後就會再次沉睡。基拉祈具有實現人們願望的能力，表面和善的巴特勒，背地卻想利用基拉祈的力量來達成自己的野心，小智等人有辦法保護基拉祈嗎？在這不可思議的七天七夜裡，一場冒險即將展開！

## 登場人物
| 角色名 | 配音員          | 配音員   | 配音員   |
| 角色名 | 日本            | 香港     | 臺灣     |
| ------ | --------------- | -------- | -------- |
| 小智   | 松本梨香        | 吳小藝   | 林凱羚   |
| 皮卡丘 | 大谷育江        | 大谷育江 | 大谷育江 |
| 小遙   | KAORI（鈴木香織 | 羅嘉玲   | 錢欣郁   |
| 小剛   | 上田祐司        | 張振聲   | 陳進益   |
| 小勝   | 山田恭子        | 方淑儀   | 雷碧文   |
| 武藏   | 林原惠          | 譚淑英   | 姚敏敏   |
| 小次郎 | 三木真一郎      | 陳廷軒   | 陳進益   |
| 喵喵   | 犬山犬子        | 王夢華   | 雷碧文   |
| 巴特勒 | 山寺宏一        |          | 夏治世   |
| 黛安   | 牧瀬里穂        |          | 龍顯蕙   |

### 關鍵宝可梦
- 阿勃梭魯
- 沙漠蜻蜓

### 敵方宝可梦
- 暴飛龍
- 大狼犬
- 夜巨人

### 傳說宝可梦
- 固拉多
  - 非真正固拉多，只是像固拉多的怪物。甦醒過來後一直在法恩斯的森林裡使用綠色黏液觸手大量捕捉，因為牠想得到基拉祈的能量。
- 基拉祈（日本配音：鈴木富子，台灣配音：姚敏敏）

## 主題曲
| 曲別   | 曲名             | 作詞     | 作曲     | 編曲     | 歌                      |
| ------ | ---------------- | -------- | -------- | -------- | ----------------------- |
| 片尾曲 | 「」（小小的我） | 三浦德子 | 山移高寬 | 山移高寬 | 林明日香（EMI音樂日本） |

## 備註
- 片頭有出現電玩「紅寶石.藍寶石版」的男主角。
- 本部電影版為台灣睽違兩年後（和「結晶塔的帝王」中間隔一年）再次上映的電影，儘管上映時已是日本上映後的隔年，但卻是日本以外的地區最快引進的。此外台灣上映此部時，正是台灣「超世代」播出後沒多久。
  - 而台灣引進此部時，「雪拉比 穿梭時空的相遇」和「水都的守護神」都還未引進。
- 本作中基拉祈的聲優(配音員)鈴木富子於2003年7月7日（即本作在日本公開上映前12天）因突發心臟衰竭去世[1][2]，享年47岁，本作也成為其最後遺作，同與片中的基拉祈象徵的七夕節在日本即為西曆7月7日同日。[3]
- 本片中出现的地名法恩斯是取景自中国湖南省张家界市的武陵源景区。

## 註解
1. ↑  . 青二プロダクション　. 2003-07-10  [2020-02-01]. （原始内容存档于2003-07-13）.
2. ↑  鈴木富子 - まいり 富子 | 株式会社青二プロダクション[]
3. ↑  鈴木富子 (すずきとみこ)とは【ピクシブ百科事典】 （页面存档备份，存于） 富子 | 株式会社青二プロダクション[]

## 外部連結
- （日語）電影介紹 （页面存档备份，存于）
- 互联网电影数据库（IMDb）上《寵物小精靈劇場版：七夜的許願星 基拉祈》的资料（英文）
- 開眼電影網上《寵物小精靈劇場版：七夜的許願星 基拉祈》的資料（繁體中文）
- 时光网上《寵物小精靈劇場版：七夜的許願星 基拉祈》的資料（简体中文）
- 豆瓣电影上《寵物小精靈劇場版：七夜的許願星 基拉祈》的資料 （简体中文）